# Эффект перелива
В экономической науке эффектом перелива (англ. spillover effect, также побочный эффект; сопутствующий эффект, спилловер-эффект) называется ситуация, когда одни экономически значимые события ведут к возникновению других, при этом два рассматриваемых контекста могут казаться несвязанными. Примером перелива могут служить экстерналии, когда сторонние агенты подвергаются немонетарному воздействию ввиду какой-либо экономической деятельности. Выбросы отходов в атмосферу — образец отрицательной экстерналии, благоухание цветов в саду — положительной. При формировании межгосударственных экономических блоков ожидается эффект перелива, заключающийся в росте дохода от международной торговли.
Если какой-либо рынок в экономике находится вне равновесия, это может привести к переливу на другие рынки, то есть исказит объёмы и спроса, и предложения. В итоге эффективный спрос и эффективное предложение отклонятся от теоретических уровней. Другая группа эффектов перелива связана с распространением информации. Если большее количество информации о ком-либо порождает большее количество информации о связанных с этим агентом людях, это сокращает асимметричность информации, что является положительным эффектом перелива.